# Хоу Юї
Хоу Юї (піньїнь: Hóu Yǒuyí, нар. 7 червня 1957) — тайванський політик, колишній офіцер поліції. На посаді мера Нового Тайбея з 25 грудня 2018 року. З 2006 по 2008 був головою Національного поліцейського агентства, та з жовтня 2015 по січень 2016 виконував обов'язки мера Нового Тайбея. Є кандидатом від Гоміндана у президентських виборах 2024 року. Вперше вступив до партії ще за правління Чана Кайші.

## Кар'єра у правоохоронних органах
По випуску з Центрального поліцейського університету, Хоу був направлений до департаменту поліції міста Тайбей. У 1980, Хоу виконував обов'язки капітана кримінальної поліції Тайбея — це була його перша керівна посада. У 1992 році він став інспектором Кримінального бюро розслідувань, підрозділу Національного поліцейського агентства. П'ять років потому, він очолив операцію з порятунку сім'ї Александер. У 1998 році Хоу став заступником керівника Кримінального бюро розслідувань. Він також одночасно був на посаді керівника поліції тодішнього повіту Таоюань з 2001 року, та був підвищений у Національному поліцейському агентстві до керівника Кримінального бюро розслідувань у 2003 році. Наступного року Хоу доручили провести розслідування стосовно справи про Стрілянину 19 березня, замах на вбивство тогочасного президента Ченя Шуйбяня, його друга. Він став головою Національного поліцейського агентства у 2006 році, наймолодшим головою поліції за весь час станом на момент призначення. Під час його перебування на посаді, НПА критикували за реакцію на протести 2006 року у Тайвані під проводом Ши Мінде. Деякі з політиків Гомінданя також бажали, аби Хоу поновив розслідування стрілянини 19 березня. Продавець зброї Тан Шої, що втік до КНР у серпні 2006 року, відмовився від своїх зізнань, та заявив, що вони були зроблені під тиском та не є правдивими. Хоу став керівником Центрального поліцейського університету у 2008, та його посаду в НПА зайняв Ван Чжоцзюнь.

## Політична кар'єра

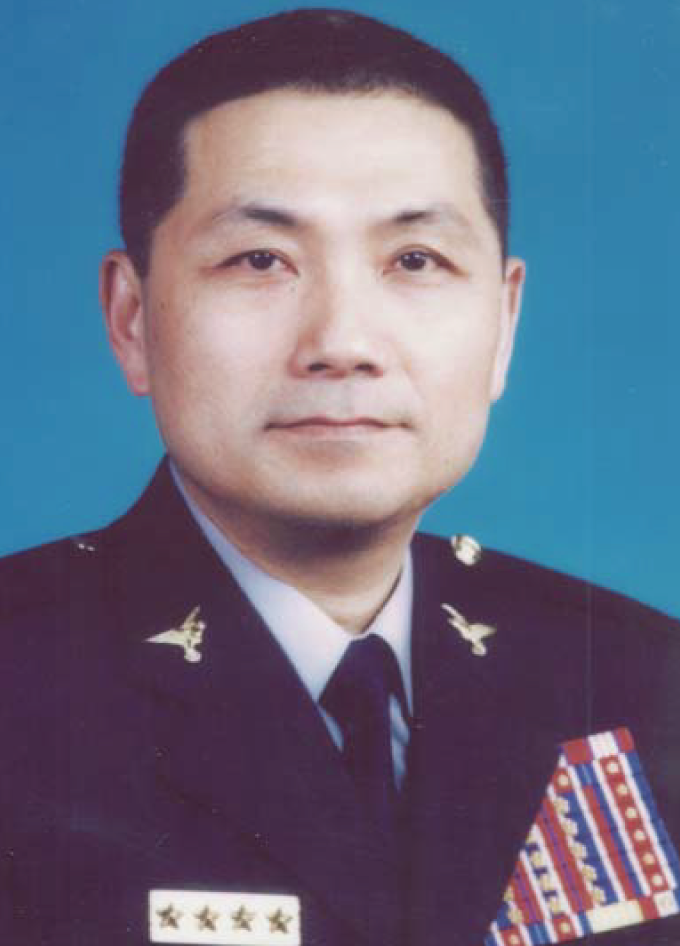
Офіційне фото керівника Центрального поліцейського університету Хоу Юї у формі

Хоу першого разу вступив у Гоміндан у 1975 році, але строк його членства в партії сплив у часи його роботи у правоохоронних органах. У 2002, Хоу приєднався до Демократичної прогресивної партії. Ерік Чу запропонував Хоу посаду заступника мера Нового Тайбея у 2010 році, та потім, у 2013, Хоу повернувся у Гоміндан. Хоу був заступником мера разом із Лі Шюцзюанем та Су Цзіцзієном, що покинули посаду 25 лютого 2014 та 30 червня 2014 відповідно. Потім на цю посаду було назначено Ченя Шеньсієня. Хоу виконував обов'язки мера з 20 жовтня 2015, коли Чу готувався до президентських виборів 2016 року. Чу програв вибори, та повернувся до мерської посади 18 січня 2016.

## Мер Нового Тайбея (2018–)

### Вибори

#### 2018
Хоу звільнився з посади заступника мера 28 лютого 2018, та заявив, що висуватиме свою кандидатуру на праймеріз Гоміндану. 6 квітня 2018 року, Гоміндан оголосив про перемогу Хоу на праймеріз.
| Хоу Юї     | Номінований | 55,596% |
| Чоу Сівей  | 2й          | 34,210% |
| Чін Чієшоу | 3й          | 10,194% |

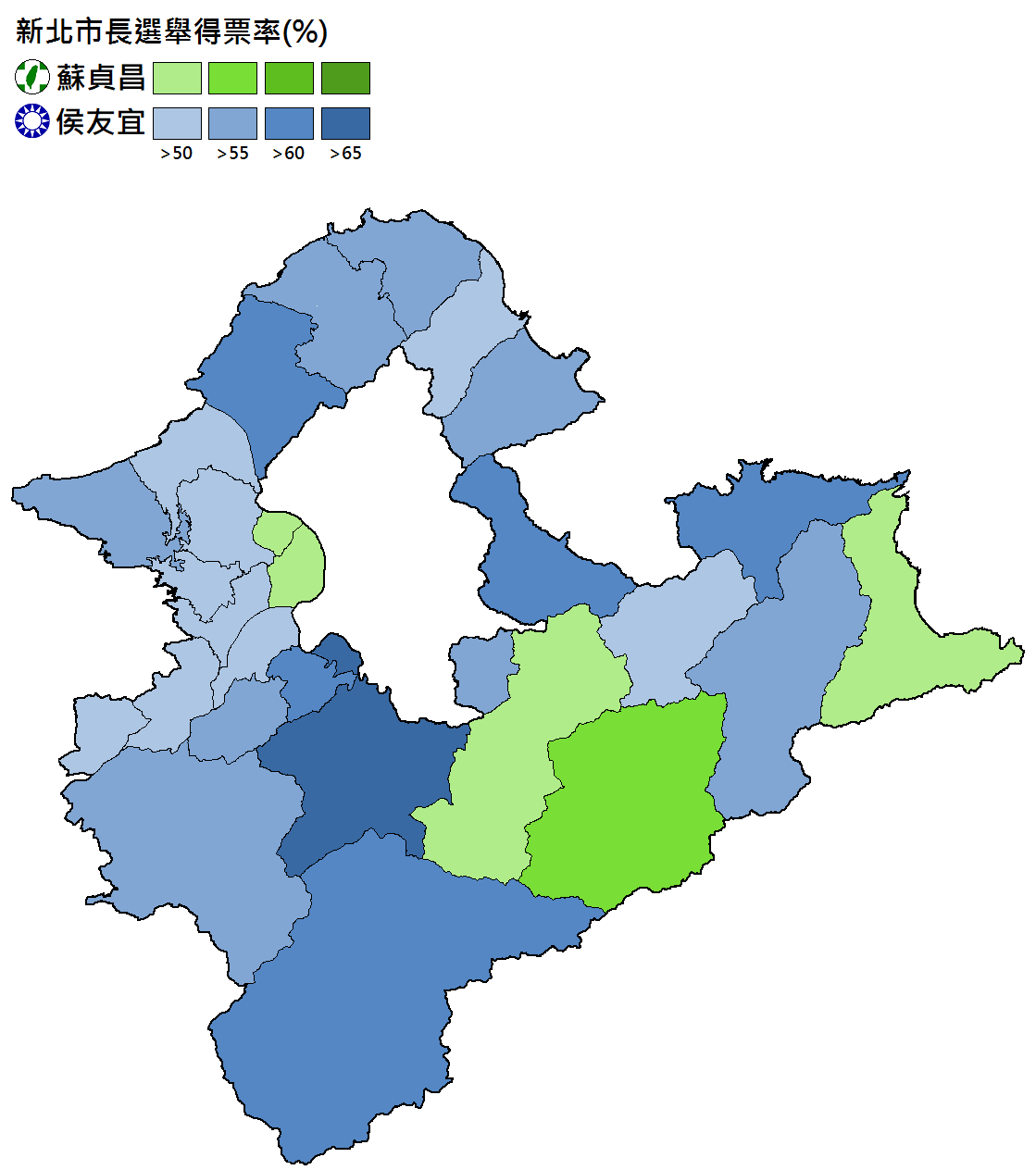
Результати виборів мера Нового Тайбея у 2018 році на карті

Хоу переміг на виборах мера Нового Тайбея у 2018 році.
| Результати виборів мера Нового Тайбея 2018 | Результати виборів мера Нового Тайбея 2018 | Результати виборів мера Нового Тайбея 2018 | Результати виборів мера Нового Тайбея 2018 | Результати виборів мера Нового Тайбея 2018 | Результати виборів мера Нового Тайбея 2018 |
| No.                                        | Кандидат                                   | Партія                                     | Голоси                                     | Відсоток                                   |                                            |
| ------------------------------------------ | ------------------------------------------ | ------------------------------------------ | ------------------------------------------ | ------------------------------------------ | ------------------------------------------ |
| 1                                          | Су Чженьчан                                | Демократична прогресивна партія            | 873 692                                    | 42,85%                                     |                                            |
| 2                                          | Хоу Юї                                     | Гоміндан                                   | 1 165 130                                  | 57,15%                                     |                                            |
| Всього виборців                            | Всього виборців                            | Всього виборців                            | 3 264 128                                  | 3 264 128                                  | 3 264 128                                  |
| Дійсних голосів                            | Дійсних голосів                            | Дійсних голосів                            | 2 038 822                                  | 2 038 822                                  | 2 038 822                                  |
| Недійсних голосів                          | Недійсних голосів                          | Недійсних голосів                          | 50 305                                     | 50 305                                     | 50 305                                     |
| Явка виборців                              | Явка виборців                              | Явка виборців                              | 62,46%                                     | 62,46%                                     | 62,46%                                     |

#### 2022
17 серпня 2022 року, Хоу підтвердив інформацію, що висуватиметься на посаду мера Нового Тайбея вдруге.
| Результати виборів мера Нового Тайбея 2022 | Результати виборів мера Нового Тайбея 2022 | Результати виборів мера Нового Тайбея 2022 | Результати виборів мера Нового Тайбея 2022 | Результати виборів мера Нового Тайбея 2022 | Результати виборів мера Нового Тайбея 2022 |
| No.                                        | Кандидат                                   | Партія                                     | Голоси                                     | Відсоток                                   |                                            |
| ------------------------------------------ | ------------------------------------------ | ------------------------------------------ | ------------------------------------------ | ------------------------------------------ | ------------------------------------------ |
| 1                                          | Лінь Цзялун                                | Демократична прогресивна партія            | 693 976                                    | 37,58%                                     |                                            |
| 2                                          | Хоу Юї                                     | Гоміндан                                   | 1 152 555                                  | 62,42%                                     |                                            |
| Всього виборців                            | Всього виборців                            | Всього виборців                            | 3 316 517                                  | 3 316 517                                  | 3 316 517                                  |
| Дійсних голосів                            | Дійсних голосів                            | Дійсних голосів                            | 1 877 186                                  | 1 877 186                                  | 1 877 186                                  |
| Недійсних голосів                          | Недійсних голосів                          | Недійсних голосів                          | 30 655                                     | 30 655                                     | 30 655                                     |
| Явка виборців                              | Явка виборців                              | Явка виборців                              | 56,60%                                     | 56,60%                                     | 56,60%                                     |

## Президентські вибори 2024
Ще до президентських виборів 2024 року, Хоу вважався фаворитом у праймеріз Гоміндана до президентських виборів. Він був висунутий Гомінданем 17 травня 2023 року як кандидат у президенти.
15 листопада 2023 року, Гоміндан і Тайванська народна партія заявили, що планують висуватись разом, тобто висунути Хоу та Ке Веньчже, голову ТНП, як кандидата та віцекандидата. Хто саме з них би був кандидатом у президенти, мало бути визначено публічними опитуваннями та публічно оголошено 18 листопада, втім партії не змогли досягти консенсусу. Хоу офіційно зареєструвався на вибори, обравши віцекандидатом Чао Шаокана 24 листопада, тому можливість спільного висування вже виключена.

## Особисте життя
Хоу народився 7 червня 1957 року, у Пуцзи, повіті Цзяї, у сім'ї свинарів. У дитинстві допомагав сімейній справі — ловив та розчленовував диких свиней.
Перший син, Хоу Нівей, помер 15 травня 1992 року в пожежі в автобусі, що забрала життя 23 людей. Хоу Юї одружений на Цзень Мейлін, в них три доньки: Хоу Юфань, Хоу Ніцзя та Хоу Юцзя.